# Kendice
Kendice (allemand : Kenzitz) est un village de Slovaquie situé dans la région de Prešov.

## Histoire
Première mention écrite du village en 1249.

## Démographie

### Évolution de la population
| Année:               | 1994. | 2004.    | 2014.    | 2024.   |
| -------------------- | ----- | -------- | -------- | ------- |
| Nombre de personnes: | 1404  | 1672     | 1923     | 2082    |
| Différence:          |       | +19,08 % | +15,01 % | +8,26 % |

| Année:               | 2023. | 2024.   |
| -------------------- | ----- | ------- |
| Nombre de personnes: | 2047  | 2082    |
| Différence:          |       | +1,70 % |